# Guldslipsen (TV-program)
Guldslipsen var ett TV-program om rockmusik i vid mening, som visades i Sveriges Television under vårarna 1983 och 1984. Programledare var Gunnar Danielsson och Christer Fant. 
I varje program utdelades priset Guldslipsen till en person som haft stor betydelse för svensk rockmusik. Bland dem som fick priset fanns Kersti Adams-Ray, Bo Winberg, Tommy Rander, Jerry Williams och Bruce Emms.
1986 sändes uppföljaren I stället för Guldslipsen.